# تاسوویتسه (ناحیه زنویمو)
تاسوویتسه (به چکی: Tasovice) یک منطقهٔ مسکونی در جمهوری چک است که در ناحیه زنویمو واقع شده‌است. تاسوویتسه ۱۵٫۹۱ کیلومتر مربع مساحت و ۱٬۲۶۰ نفر جمعیت دارد و ۲۱۰ متر بالاتر از سطح دریا واقع شده‌است.